# Петровское (село, городской округ Истра)
Петровское — село (до 2018 года — деревня) в Ивановском сельском поселении Истринского района Московской области. Население — 17 чел. (2010), в деревне 1 улица, зарегистрировано 2 садовых товарищества.
Находится примерно в 9 км на юго-восток от Истры, высота над уровнем моря 211 м. Ближайшие населённые пункты — Борки в 3 км, Ивановское и Красновидово в 4 км.
Рядом проходит федеральная автотрасса Балтия М9 и пересекающее её Московское малое кольцо A107.

## Население
| 2002 | 2006 | 2010 |
| ---- | ---- | ---- |
| 4    | ↘3   | ↗17  |